# Joseph Bertrand (nadador)
Joseph Bertrand (Francia, 1879) fue un nadador francés especializado en pruebas de estilo libre, donde consiguió ser subcampeón olímpico en 1900 en los 200 metros por equipo.

## Carrera deportiva
En las Olimpiadas de París 1900 ganó la medalla de bronce en los relevos de 200 metros por equipo estilo libre, por detrás de Alemania y por delante del equipo también francés de los Pupilles de Neptune de Lille, siendo sus compañeros de equipo, el Tritons Lillois:: Maurice Hochepied, Victor Hochepied, Joseph Bertrand, Jules Verbecke y Victor Cadet.